# Sainte-Marguerite-Lafigère
Sainte-Marguerite-Lafigère ist eine französische Gemeinde mit 116 Einwohnern (Stand 1. Januar 2022) im Département Ardèche.

## Geographie
Das Bergdorf Sainte-Marguerite-Lafigère liegt in den Cevennen zwischen den Tälern der Flüsse Chassezac und Borne ca. 25 km nordwestlich von Les Vans. Die Gemeinde ist Teil des Regionalen Naturparks Monts d’Ardèche.

## Bevölkerungsentwicklung
| Jahr                       | 1962 | 1968 | 1975 | 1982 | 1990 | 1999 | 2009 | 2016 |
| Einwohner                  | 235  | 172  | 149  | 129  | 91   | 73   | 80   | 104  |
| Quellen: Cassini und INSEE |      |      |      |      |      |      |      |      |